# Telmatozaur
Telmatozaur (Telmatosaurus) Telmatosaurus transylvanicus to jeden z trzech znanych dinozaurów kaczodziobych na kontynencie europejskim.
Żył on w późnej kredzie, przed 69 milionami lat. Jego rozmiary nie były zbyt duże w stosunku do innych znanych nam kaczodziobych, z kontynentu amerykańskiego, czy z Azji. Miał 5 metrów długości i 2 metry wysokości. Miniaturowość (słowo może trochę przesadzone) tego dinozaura wynika z geografii Europy w tamtym okresie. Była ona podzielona na wiele wysp, na których różne gatunki dinozaurów ulegały miniaturyzacji, potrzebnej do przeżycia na niewielkich wyspach. Telmatozaur żywił się roślinami, nie znamy jego ciężaru (prawdopodobnie ważył około 1 tony). Jego szkielet został odnaleziony w 1903 r. w Rumunii, Francji i Hiszpanii. Opisany przez Węgra Franza Nopsca w 1903 roku.